# Pomponio (santo)
San Pomponio († 536) fue un obispo y mártir de la Iglesia católica nacido en la ciudad de Nápoles, Italia. Siendo obispo de dicha ciudad, propició allí la construcción de la iglesia Santa Maria Maggiore della Pietrasanta, y fue famoso por oponerse a la herejía del arrianismo en tiempos de Teodorico el Grande. De acuerdo al santoral católico, su fiesta se celebra el 30 de abril.
- Datos: Q949650